# Bomu (langue)
Pour les articles homonymes, voir Bomu et Bwas.
Le bomu est une langue gour parlée au Mali et au Burkina Faso par les Bwas. Au Mali, le bomu a le statut de langue nationale aux côtés de neuf autres langues depuis le 19 juillet 1982. Cette langue est parlée plus spécifiquement dans le cercle de Tominian (région de Ségou) dans de petits villages ne comptant pas un grand nombre de personnes[réf. nécessaire].

## Écriture
| Alphabet bomu (Mali) | Alphabet bomu (Mali) | Alphabet bomu (Mali) | Alphabet bomu (Mali) | Alphabet bomu (Mali) | Alphabet bomu (Mali) | Alphabet bomu (Mali) | Alphabet bomu (Mali) | Alphabet bomu (Mali) | Alphabet bomu (Mali) | Alphabet bomu (Mali) | Alphabet bomu (Mali) | Alphabet bomu (Mali) | Alphabet bomu (Mali) | Alphabet bomu (Mali) | Alphabet bomu (Mali) | Alphabet bomu (Mali) | Alphabet bomu (Mali) | Alphabet bomu (Mali) | Alphabet bomu (Mali) | Alphabet bomu (Mali) | Alphabet bomu (Mali) | Alphabet bomu (Mali) | Alphabet bomu (Mali) | Alphabet bomu (Mali) | Alphabet bomu (Mali) | Alphabet bomu (Mali) |
| -------------------- | -------------------- | -------------------- | -------------------- | -------------------- | -------------------- | -------------------- | -------------------- | -------------------- | -------------------- | -------------------- | -------------------- | -------------------- | -------------------- | -------------------- | -------------------- | -------------------- | -------------------- | -------------------- | -------------------- | -------------------- | -------------------- | -------------------- | -------------------- | -------------------- | -------------------- | -------------------- |
| A                    | B                    | Ɓ                    | C                    | D                    | E                    | Ɛ                    | F                    | G                    | H                    | I                    | K                    | L                    | M                    | N                    | Ɲ                    | O                    | P                    | R                    | S                    | T                    | U                    | V                    | W                    | Y                    | Z                    | ʼ                    |
| a                    | b                    | ɓ                    | c                    | d                    | e                    | ɛ                    | f                    | g                    | h                    | i                    | k                    | l                    | m                    | n                    | ɲ                    | o                    | p                    | r                    | s                    | t                    | u                    | v                    | w                    | y                    | z                    | ʼ                    |

Au Mali, la longueur de voyelle est indiquée en doublant la lettre : ‹ aa, ee, ɛɛ, ii, oo, uu › ; la  nasalisation est indiquée en suivant la lettre d’un n : ‹ an, en, un, in ›.